# Borucice (Lubsza)
Borucice (deutsch Baruthe) ist ein Ort in der Landgemeinde Lubsza im Powiat Brzeski der Woiwodschaft Opole in Polen.

## Geographische Lage
Das Straßendorf Borucice liegt rund 13 Kilometer nördlich von Lubsza (Leubusch), ca. 20 Kilometer nordöstlich von Brzeg (Brieg) und rund 60 Kilometer nordwestlich der Woiwodschaftshauptstadt Opole (Oppeln) in der Schlesischen Tiefebene im Landschaftsschutzgebiet Stobrawski. Der Bahnhof Borucice liegt an der Bahnstrecke Opole–Jelcz-Laskowice.
Nachbarorte von Borucice sind im Nordwesten Biskupice Oławskie (Bischwitz), im Nordosten Minkowskie (Minkowsky) und im Südosten Rogalice (Rogelwitz).

## Geschichte

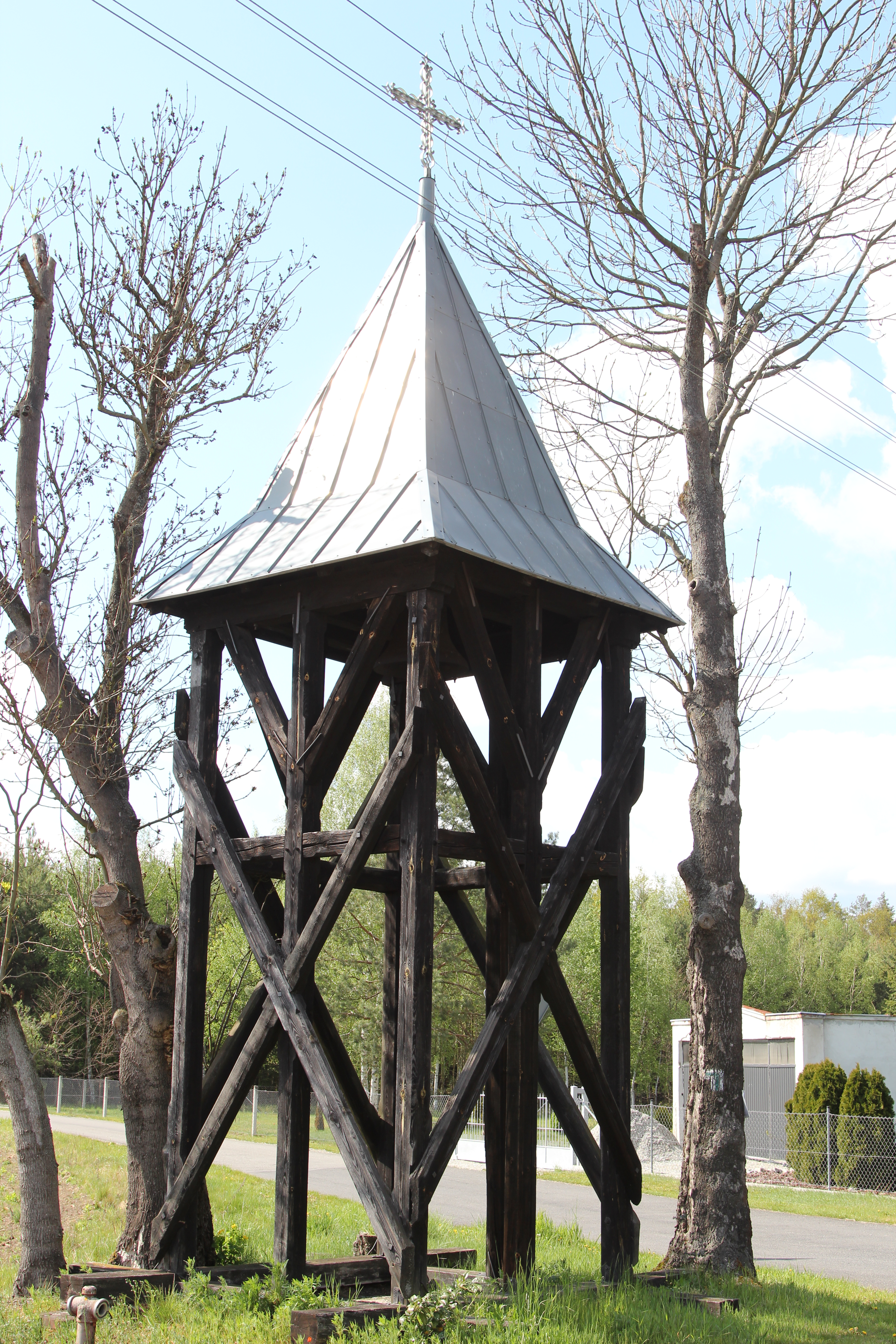
Glockenturm

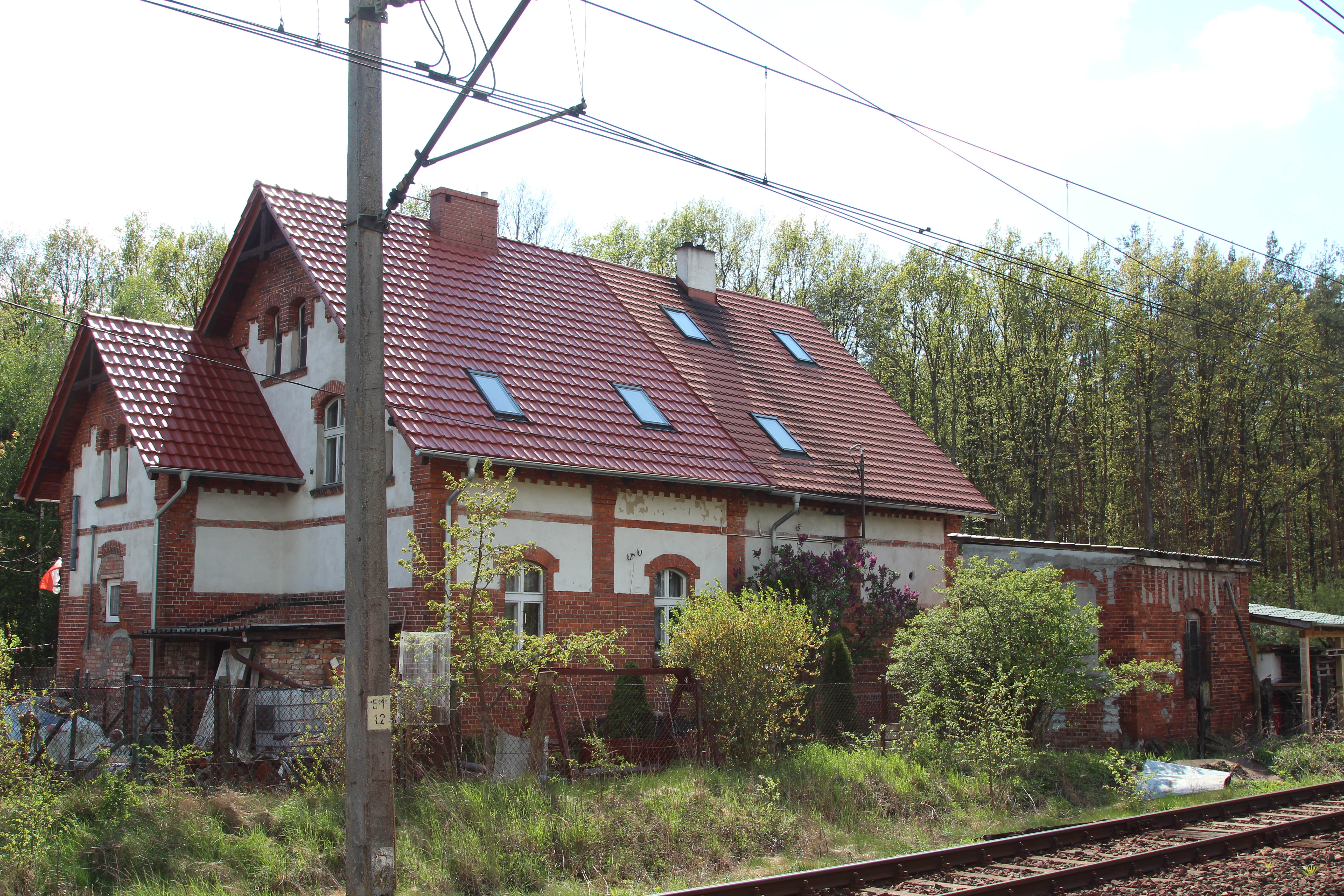
Borucice Bahnhof

Baruthe war ursprünglich ein Weiler, der zur nördlich gelegenen Landgemeinde Fürsten Ellguth im Landkreis Oels im Regierungsbezirk Breslau gehörte. Am 5. Mai 1920 wurde der Amtsbezirk Baruthe gebildet, der aus den Landgemeinden Baruthe und Fürsten Ellguth bestand.
1933 zählte Baruthe 246 Einwohner, 1939 waren es 223. Bis 1945 gehörte es zum Landkreis Oels.
Als Folge des Zweiten Weltkriegs fiel Baruthe 1945 wie fast ganz Schlesien an Polen, wurde in Borucice umbenannt und der Woiwodschaft Schlesien angegliedert. Die deutsche Bevölkerung wurde, soweit sie nicht vorher geflohen war, weitgehend vertrieben. Die neu angesiedelten Bewohner waren zum Teil Heimatvertriebene aus Ostpolen, das an die Sowjetunion gefallen war. 1950 wurde es der Woiwodschaft Oppeln und 1999 dem Powiat Brzeski eingegliedert.

## Sehenswürdigkeiten
- Hölzerner Glockenturm

## Söhne und Töchter des Ortes
- Paul Barth (1858–1922), deutscher Philosoph und Pädagoge